# Gonia occidentalis
Gonia occidentalis är en tvåvingeart som beskrevs av Brooks 1944. Gonia occidentalis ingår i släktet Gonia och familjen parasitflugor. Inga underarter finns listade i Catalogue of Life.